# علامة المخيخ الأبيض
علامة المخيخ الأبيض، وتُسمى أيضًا علامة الاعْتِكاس أو علامة المخيخ الكثيف هي علامةٌ شُعاعيّة تُشير إلى ظهور المُخيخ باللون الأبيضٍ نتيجةً لانخفاضٍ عامٍ في كثافة الهياكل الدماغية فوق الخيمة بسبب وذمةٍ شاملة.

## الأسباب
ترتبط علامة المخيخ الأبيض مع ارتفاع الضغط داخل القحف، والذي يحدث بسبب نقص الأكسجين أو التغيرات الإقفارية في الدماغ. يمكن ملاحظة هذه العلامة في:
- الاختناق الوليدي
- الحالة الصرعيَّة
- التهاب السحايا البكتيري
- التهاب الدماغ
- صدمة شديدة في الرأس
- نقص الأكسجة بعد توقف القلب
- الغرق

## الفيزيولوجيا المرضية
تُعد الوذمة الدماغية المُنتشرة السبَبَ المُحتمل لهذا التغيير الشُعاعي الذي يُلاحظ في التصوير المقطعي المحوسب أو التصوير بالرنين المغناطيسي.

## المآل
يُشير وجود هذه العلامة إلى مآلٍ سيِّئ. ولكن على الرغم من هذا، إلا أنَّ الدلائل تُشير إلى أنها قد تكون مؤشرًا غير محددٍ على الوذمة الدماغية المنتشرة والتي قد لا تكون نذيرًا بالسوء كما كان يعتقد سابقًا.